# Municipio de West Deptford
El municipio de West Deptford (en inglés: West Deptford Township) es un municipio ubicado en el condado de Gloucester en el estado estadounidense de Nueva Jersey. En el año 2010 tenía una población de 21.677 habitantes y una densidad poblacional de 471,24 personas por km².

## Geografía
El municipio de West Deptford se encuentra ubicado en las coordenadas 39°50′33″N 75°10′26″O / 39.84250, -75.17389.

## Demografía
Según la Oficina del Censo en 2000 los ingresos medios por hogar en el municipio eran de $50,583 y los ingresos medios por familia eran $64,477. Los hombres tenían unos ingresos medios de $42,711 frente a los $30,621 para las mujeres. La renta per cápita para la localidad era de $24,219. Alrededor del 5.3% de la población estaba por debajo del umbral de pobreza.